# (4488) Tokitada
(4488) Tokitada ist ein Hauptgürtelasteroid, der am 21. Oktober 1987 von den japanischen Kenzō Suzuki und Takeshi Urata vom Observatorium in Toyota (IAU-Code 881) aus entdeckt wurde.
Der Asteroid wurde nach dem japanischen Militärkommandanten Taira-no Tokitada (1130–1189) benannt.